# 2e bataillon de volontaires de l'Ain
Le 2e bataillon de volontaires nationaux de l'Ain, également appelé plus simplement 2e bataillon de l'Ain, était une unité militaire de l’armée française créé sous la Révolution française. 

## Création et différentes dénominations
Le 2e bataillon de volontaires de l'Ain est formé à 8 compagnies et 1 compagnie de grenadiers le 1er décembre 1791 à Bourg-en-Bresse.
- Compagnie de grenadiers
- 1re compagnie de Ferney.
- 2e compagnie de Nantua
- 3e compagnie d'Oyonnax
- 4e compagnie de Virieu-le-Grand
- 5e compagnie d'Ambérieu-en-Bugey
- 6e compagnie d'Ambronay
- 7e compagnie de Gex
- 8e compagnie de Belley

Il est dissous le 29 octobre 1796 lors de son amalgame pour former la 10e demi-brigade de deuxième formation.

## Commandants
- 1791-1792 : Étienne Vincent Sédillot de Fontaine, lieutenant-colonel en chef, originaire de Gex
- 1792-1796 : Charles François Louis Marillac, lieutenant-colonel en chef, originaire de Gap dans les Hautes-Alpes

## Historique des garnisons, combats et batailles

### 1791
Les 570 volontaires sont formés en compagnies par les commissaires du 4 au 25 septembre 1791, qui sont rassemblés à Bourg le 30 novembre et organisés en bataillon le 1er décembre. Passé en revue, il part le 20 décembre pour le département du Jura et prend ses quartiers, le 28 décembre, à Lons-le-Saunier.

### 1792
Le 20 janvier 1792, le  bataillon est toujours à Lons-le-Saunier et début février il est à Dole,où le 3e bataillon de l'Ain le rejoint. Le 2e quitte Dole le 11 février pour rejoindre la citadelle de Besançon. Le 15 mars le bataillon est à l'armée du Rhin, en garnison à Saverne ; fin avril, il suit l'armée au camp de Neukirch, puis le 1er mai près de Sarreguemines, à Bouquenom le 1er juin et le 14 juillet près de Wissembourg. En août il part pour Landau et il suit, le 14 septembre, la marche de l'armée sur Spire et participe à l'affaire d'Horcheim, le 17 mai, en forçant l'ennemi à abandonner le village. Le 5 octobre il est à la prise de Worms, à la prise de Mayence le 21, et à celui de Francfort le 23, avant d'être dirigé sur Limburg, puis sur Weilbourg, avec l'avant-garde du général Houchard. Début décembre, il est obligé de battre en retraite sur Mayence, puis sur Francfort, avant de prendre ses quartiers d'hiver dans l'île Saint-Pierre à partir du 15 décembre.

### 1793
En janvier les 561 présents du bataillon sont dans l'île du Rhin et y demeurent en partie jusqu'au 20 mars, l'autre partie du bataillon étant envoyé entre les forts Saint-Charles et Sainte-Élisabeth à partir du 1er mars. Après avoir chassé l'ennemi de Weisenau, le bataillon se constitue, le 11 juillet, une compagnie de canonniers et participe à toutes les affaires qui ont lieu pendant le siège de Mayence qui a commencé le 10 avril.
Lors de la capitulation du 23 juillet, le bataillon, ainsi que l'ensemble de l'armée de Mayence, sort de la place de Mayence le 25 juillet et est envoyé en poste à l'armée de l'Ouest, en passant par Metz, Orléans, Tours et arrive à Nantes le 8 septembre. Le bataillon entre en campagne avec la 8e division contre les Vendéens, et prend part aux combats de Cholet le 17 octobre, puis lors de la retraite des troupes vendéennes aux combats de Beaupréau le 18, de Mortagne, puis à l'attaque d'Angers le 5 décembre. Il est à Rennes le 8 décembre, se distingue lors de la déroute de Savenay le 22 décembre et cantonne enfin à Nantes le 31 décembre.

### 1794
Rattaché alors à l'armée des Côtes de Brest, afin de combattre la chouannerie de Bretagne et de Normandie, le bataillon, qui a alors un effectif de 643 hommes, se trouve le 9 mai en garnison à Saint-Malo avec la division Chabot. Le 19 mai, il cantonne à Dol-de-Bretagne, où il reçoit 125 réquisitionnaires. Le 18 juin, il se retrouve à nouveau à Saint-Malo (au moins en partie), où il semble rester jusqu'au 2 août ; puis il stationne du 31 août au 20 octobre à Rennes.

### 1795
Le 14 janvier, alors qu'il fait partie de la 1re division, il retourne à Saint-Malo et y demeure immobile tout l'hiver, détachant toutefois à Saint-Brieuc 265 hommes en janvier et 287 aux environs en mars. Les 806 hommes du bataillon sont passés en revue le 22 mars à l'Armée des côtes de Brest et de Cherbourg.
Le 4 juin,  il est amalgamé, avec le 3e bataillon de la Nièvre et le 2e bataillon du 62e régiment d'infanterie, pour former la 126e demi-brigade de première formation. Finalement l'amalgame ne se fera pas et la 126e demi-brigade restera vacante.
Le 8 juin le bataillon est sous les ordres du général Hoche chemine par Loudéac, Lamballe, Moncontour et Saint-Brieuc avant d'arriver à Rennes à la fin du mois. En juillet, il prend part aux batailles de Josselin et de Quiberon. Il laisse ensuite un détachement à Josselin, et va cantonner à Broons en août et y reste jusqu'à la fin de l'année, tandis que ses grenadiers se distinguent le 10 novembre, en résistant à 5 000 chouans à Elven,.

### 1796
De Broons, le bataillon est envoyé à Quimperlé, où il se trouve le 18 août, puis à Quimper, où il entre dans la composition du 3e bataillon de la 94e demi brigade de deuxième formation avant d'en être extrait dès le 1er octobre, par ordre de Hoche, et dirigé sur Strasbourg. Il est dès son arrivée, le 29 octobre, incorporé dans la 10e demi-brigade de deuxième formation. Cet amalgame est dès lors définitif, même si les annales retrouvent parfois la mention du 2e bataillon à la fin de l'année 1796.

## Biographie de personnes ayant servi au 2e bataillon de volontaires de l'Ain

### Charles François Louis Marillac
Charles-François-Louis Marillac est né à Gap le 8 février 1736. Soldat dans le régiment de Languedoc en 1748, il devient lieutenant 1754, et passe dans le régiment de Fischer en 1759, avec lequel il devient capitaine 1760, et est fait chevalier de Saint-Louis en 1782, avant d'obtenir son brevet de major avec pension en 1784. Après avoir quitté l'armée il devient officier municipal à Nantua et entrepositaire des tabacs. Lors de la révolution, il s'engage en tant que volontaire avec sept de ses enfants.
Il est élu lieutenant-colonel en second du 2e bataillon de l'Ain le 1er décembre 1791, et en devient le commandant en chef le 6 décembre 1792. Il est promu chef de brigade le 12 août 1793, surnuméraire à la 10e, puis à la 89e demi-brigade, avant d'être nommé président d'un conseil de révision. Il meurt à Strasbourg le 4 août 1800. Sur ses 7 enfants, 5 de ses fils sont tués à la guerre, dont 4 dans son bataillon.